# Szepietowska Grupa Armijna
Szepietowska Grupa Armijna – jedna z radzieckich grup armijnych. Wchodziła w skład Frontu Ukraińskiego gen. armii Siemiona Timoszenko. Jej dowódcą był gen. dywizji Iwan Sowietnikow.
Szepietowska Grupa Armijna brała udział w inwazji sowieckiej na Polskę 17 września 1939.

## Skład we wrześniu 1939
- VIII Korpus Strzelców
  - 45 Dywizja Strzelców
  - 60 Dywizja Strzelców
  - 87 Dywizja Strzelców
- XV Korpus Strzelców
  - 44 Dywizja Strzelców
  - 81 Dywizja Strzelców
  - 36 Brygada Pancerna